# Bandits en automobile
Pour plus de détails, voir Fiche technique et Distribution.
Bandits en automobile est un film muet français réalisé par Victorin Jasset, sorti en 1912. 
Le film se compose de deux épisodes : La Bande de l'auto grise et Hors-la-loi. 

## Synopsis
Fortement inspirée par l’épopée meurtrière de la bande à Bonnot, le film raconte les méfaits d'une bande d'hommes cruels et meurtriers (braquages, courses-poursuites, dénonciations, fusillades) et le siège du dernier repaire du bandit nommé Bruno (fusillades, dynamitage, corps à corps final).

## Fiche technique
- Titre français : Bandits en automobile (Automobil-banditerna i Paris en finnois)
- Réalisation : Victorin Jasset
- Photographie : Lucien Andriot
- Société de production : Films Éclair
- Pays d'origine :  France
- Langue : film muet avec les intertitres  en français
- Format : Noir et blanc — 35 mm — 1,33:1 — Muet
- Métrage : 527 mètres (2 bobines)
- Genre : Film dramatique
- Durée : 28 minutes et 57 secondes
- Dates de sortie :
  -  France : 1912

## Distribution
- Henri Gouget
- Camille Bardou
- Karlmos
- Josette Andriot

## À noter
- Le film adopte le point de vue des bandits : leur cavale, leurs coups, l'assaut de la police sur la retraite de Bruno. Jasset filme « au plus près des corps. Le film joue la carte de la modernité, en filmant avec dynamisme les poursuites en voiture, et les spectaculaires fusillades[1]. »
- Une copie nitrate teintée (restaurée par le procédé Desmetcolor — Desmet method (en)) a permis à la Cinémathèque royale de Belgique de restaurer le film en 2007; la copie qui en résulte est mangée par les brûlures et les moisissures mais reste d'excellente qualité.